# Lac Steilacoom
Le lac Steilacoom est un lac de barrage américain situé à environ 4 km au sud-ouest de Tacoma, dans l'État de Washington.
Le réservoir couvre environ 1 240 000 m2, a une profondeur moyenne de 3,4 m et une profondeur maximale de 6,1 m. Le lac Steilacoom est un lac d'eau douce et se déverse dans le Puget Sound via Chambers Creek, qui commence à son extrémité nord.
Le lac est alimenté à son extrémité sud-est par deux ruisseaux : le ruisseau Ponce de Leon, qui prend sa source en aval de ce qui est maintenant le Lakewood Towne Center, ainsi que le ruisseau Clover qui coule de sa source près de Frederickson au lac.
Le réservoir a été créé en 1853 lorsque Andrew Byrd a construit un barrage sur Chambers Creek, inondant ce qui était auparavant un petit étang dans une zone humide. Le barrage a été utilisé pour sa scierie (également construite en 1853) et un moulin à farine (100 mètres en aval, en 1857). Une rampe de mise à l'eau publique se trouve sur la rive est du parc Edgewater.
Le plus petit étang était connu sous le nom de lac Wyatchew avant l'installation du barrage, et a été brièvement connu plus tard sous le nom de lac de Byrd.
Le manoir Rhodesleigh est situé au bord du lac.
Les Amérindiens Nisqually disent que ce lac était possédé par une méchante monstre femelle connue sous le nom de Whe-atchee. Les légendes de la créature attaquant les gens remontent à plus d'un siècle. À ce jour, les Nisqually refusent de pêcher ou de nager ici.

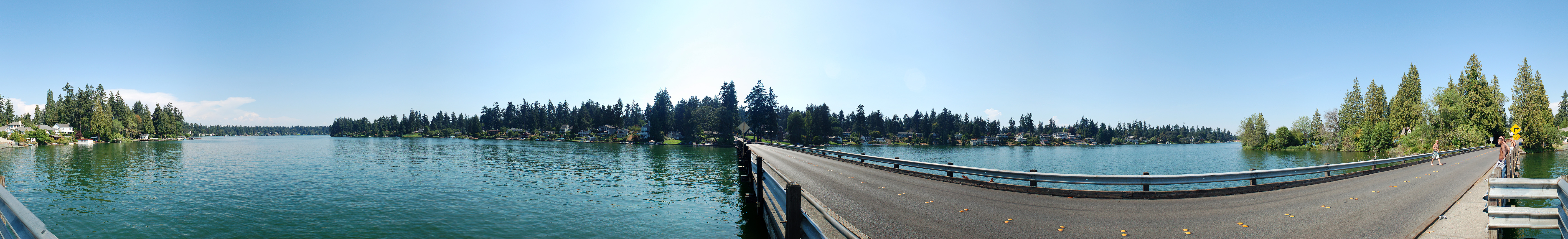
Panorama du lac Steilacoom.